# Arnošt Konstantin Růžička
Arnošt Konstantin Růžička (21. prosince 1761, Tloskov – 18. března 1845) byl generální vikář českobudějovické diecéze (1797–1815), v letech 1813–1815 řídil diecézi, jejíž biskupský úřad byl neobsazen. 15. června 1815 byl jmenován druhým biskupem českobudějovickým.

## Život
Arnošt Konstantin Růžička se narodil 21. prosince 1761 v Tloskově u Neveklova. Jeho otec Kašpar Růžička byl vrchním ředitelem tloskovského panství. Studoval nejprve na gymnáziu v Praze a zde také nastoupil roku 1777 na univerzitu ke studiu filosofie, které uzavřel roku 1779. Tuto část studií zakončil zkouškami pro získání magisterského grádu. Ze všech zkoušek získal nejlepší známky. Téhož roku vstoupil do arcibiskupského semináře v budově zrušené jezuitské koleje Klementinum, která se mu stala domovem na více než šest let.  Současně začal na univerzitě pětileté studium teologie, ve kterém měl opět vynikající výsledky.
Události zásadní pro Růžičkův další život – a především jeho kariéru – se neodehrály v sféře studia, ale spíše v oblasti formační, tj. na půdě semináře. Růžička vstoupil do arcibiskupského semináře v době, kdy se schylovalo ke státem iniciovaným změnám v církevní oblasti, které nakonec zasáhly i tuto instituci. Císař vydal 30. března 1783 nařízení o založení generálních seminářů, z nichž měl mít jeden sídlo v Praze – což pro arcibiskupský seminář znamenalo okamžité zrušení.
Pražský generální seminář zahájil v budově bývalého arcibiskupského semináře činnost 1. listopadu 1783. V této době vstupoval mladý Růžička do pátého ročníku svých teologických studií. Studium a zároveň formace v generálních seminářích měla trvat pět let. Další rok se měli absolventi seminářů připravovat na pastorační práci v kněžských domech, které vznikly v jednotlivých diecézích.
Jako vynikající student byl hned po založení semináře jmenován jedním ze čtyř studijních prefektů. Mezi jeho povinnosti patřil dohled nad studiem seminaristů a opakování vyučovací látky přednesené na fakultě. V této funkci působil dva roky – tj. pátý rok svých teologických studií i následný rok, ve kterém se jako budoucí duchovní pražské arcidiecéze připravoval v budově semináře na praktickou stránku kněžské služby. Jeho přímí nadřízení v této době byli Augustin Zippe a po něm budoucí litoměřický biskup Josef Hurdálek.
Pravděpodobně díky vynikajícím výstupním výsledkům z teologických studií i zkušenostem získaným během plnění své prefektské funkce dostal Růžička již v roce 1784 hned dvě nabídky na budoucí pracovní místa: mohl nastoupit jako profesor morální teologie do generálního semináře v Hradišti u Olomouce nebo jako první vicerektor latinského generálního semináře ve Lvově. Dal přednost nabídce vicerektora ve Lvově. Oficiální jmenování do Lvova z Vídně přišlo 15. května roku 1785. Před svým odjezdem byl pražským světícím biskupem Erasmem Dionýsem Kriegerem vysvěcen 15. června 1785 na kněze.
Lvovský generální seminář se svým vznikem a fungováním prakticky nelišil od pražského. Byl řízen rektorem, který měl k ruce dva vicerektory a dva studijní prefekty.  Růžička se ujal svého úřadu prvního vicerektora v lvovském latinském generálním semináři – existoval totiž ještě generální seminář pro budoucí katolické duchovní řeckého ritu – v létě roku 1785. Na starosti měl studium a týdenní zkoušky seminaristů, dále jejich disciplínu, v posledním ročníku je uváděl do problematiky praktické pastorace, kázání a katecheze. Zároveň byl také spirituálem semináře.
Další zlomový okamžik v Růžičkově kariéře nastal o dva roky později, když císař Josef II. cestoval v létě roku 1787 na Krym, aby se setkal s ruskou carevnou Kateřinou II. Mladý duchovní byl vybrán, aby císaře doprovázel, prý pro jeho jazykové znalosti. Společně cestovali až do Chersonu. Při setkání dvou monarchů mu prý císařovna Kateřina II. darovala drahocenný prsten. Pravděpodobně na císaře v průběhu cesty silně zapůsobil, protože ten jej jmenoval kabinetním listem z 24. listopadu 1987 rektorem lvovského generálního semináře. Jmenováním do nové funkce se Růžička ocitl na prvním vrcholu své kariéry. Jednalo se o místo velmi prestižní, díky kterému se postavil po bok vybraných lidí, kteří měli panovníkovu plnou důvěru.
Po smrti Josefa II. jeho bratr Leopold II. vydal 4. července 1790 rozhodnutí o zrušení generálních seminářů. Růžička zůstal formálně v čele semináře, ze kterého se stal opět seminář arcibiskupský, až do listopadu 1791. V prosinci téhož roku byl císařským rozhodnutím penzionován a povolán do Vídně.
V roce 1793 se uprázdnilo místo sídelního kanovníka v českobudějovické kapitule, na které byl panovníkem jmenován 15. února 1794. Českobudějovický biskup Johann Prokop Schaffgotsche jej 1. září 1794 jmenoval řádným biskupským rádcem a přísedícím konzistoře s plným hlasovacím právem. Po smrti Schaffgotschova generálního vikáře a oficiála Franze Josefa Hnyka 2. července 1797 zahájil biskup jednání o obsazení této funkce. Již 20. července 1797 zasedala ve Vídni dvorská rada, která shledala, že zejména z politického hlediska by mohl být na tento post zvláště vhodný právě Růžička. K definitivnímu rozhodnutí ve prospěch Růžičky ze strany císaře Františka II. došlo 24. srpna. Již o tři dny později, 27. srpna, byl na zemském guberniu podepsán Růžičkův jmenovací dekret. Biskup Schaffgotsch zdůvodnil Růžičkovo jmenování v instalační listině z 19. září 1797 nejen jeho schopnostmi a vlastnostmi, ale především potřebou pomoci při správě diecéze. Z vymezení Růžičkových nových kompetencí vyplývá, že se stal vykonavatelem biskupské moci nad přísedícími konzistoře, diecézní kurie i všemi světskými a řeholními kněžími v diecézi. Do funkce byl oficiálně uveden 12. října 1797 při mši v biskupské kapli poté, co složil předepsané vyznání víry. Začala tak téměř šestnáct let trvající užší spolupráce mezi ním a Schaffgotschem, která trvala až do biskupovy smrti 8.  května 1813. Svému biskupovi pomáhal provést diecézi nelehkými časy napoleonských válek. Stál po jeho boku také při zakládání filosofického lycea a vyšších teologických studií s biskupským seminářem v Českých Budějovicích, které jsou právem považovány za jeden z největších počinů Schaffgotschovy kariéry.
Krátce po Schaffgotschově smrti, již 12. května 1813, byl pověřen kapitulou, aby řídil diecézi v době uprázdnění biskupského stolce. Za měsíc poté, 18. června 1913, byl císařem jmenován světícím biskupem a generálním vikářem ve Lvově. Růžička však tuto nominaci s odvoláním na zdravotní důvody odmítl, a tak ji císař odvolal. O dva roky později, 26. června 1815, byl jmenován českobudějovickým biskupem. Po papežském souhlasu s císařskou nominací datovaném 8. března 1816, obdržel 25. srpna 1816 v Praze biskupské svěcení z rukou pražského arcibiskupa Václava Leopolda Chlumčanského, za asistence litoměřického biskupa Josefa Hurdálka a probošta pražské metropolitní kapituly Václava Vojtěcha barona von Herites. Intronizován byl 22. září 1816 v českobudějovickém chrámu sv. Mikuláše.
V čase svého tři desetiletí trvajícího episkopátu věnoval pozornost především vzdělání a formaci budoucích duchovních, která se projevovala v jeho péči o biskupský seminář s teologickým učilištěm i o samotné seminaristy. Pro seminář osobně vytvořil roku 1822 nová statuta. O kvalitě jejich zpracování vypovídá nejvíce skutečnost, že je i další českobudějovičtí biskupové ponechali prakticky beze změny v platnosti až do dvacátých let minulého století. Stranou jeho zájmu rozhodně nezůstala oblast primárního a sekundárního školství. Intenzivní starost projevoval o sociální a charitativní aktivity – zasloužil se zejména o dostavění městské nemocnice. V průběhu Růžičkova episkopátu je také patrný nárůst jeho pozornosti o dění na zemské úrovni, kde se intenzivně zapojoval do spolkového života – podporoval snahy jak uměnovědné, tak i sociální, přírodovědné, technické a hospodářské.
O životě v diecézi si udržoval přehled pravidelnými vizitacemi, které zejména v první polovině episkopátu podnikal osobně, s úbytkem životních sil pak získával informace díky propracovanému systému církevní správy. Z náboženského hlediska se většina obyvatelstva diecéze hlásila ke katolictví. Intenzivněji musela být v duchovní správě diecéze řešena národnostní otázka – ovšem soupeření Čechů a Němců se ještě jeho episkopátu nedotklo.
Několikrát ve své biskupské rezidenci přivítal panovníky – císařské páry Františka I. s Karolinou Augustou v letech 1822 a 1833, Ferdinanda V. s Marií Annou v roce 1835. V průběhu poslední návštěvy byl jmenován skutečným tajným radou. V roce 1836 se v Praze účastnil korunovací Ferdinanda V. českým králem a Marie Anny českou královnou. Při Ferdinandově korunovaci mu jako tehdy nejstaršímu biskupovi připadla úloha prvního asistenta.
Z hlediska životního stylu byl Růžička spíše kancelářským typem, který vynikal klidem a laskavostí k lidem ve své blízkosti. Ve své rezidenci žil biedermeierským životním stylem, obklopen svými blízkými spolupracovníky, z nichž někteří byli jeho přáteli, a také seminaristy, které často a s chutí hostil.
Když 18. března 1845 zemřel, zanechal po sobě stabilizovanou diecézi s výborně fungující církevní správou, jejíž místa byla plně obsazena duchovními. O čtyři dny později, 22. března 1845, byl pohřben na českobudějovickém staroměstském hřbitově u kostela sv. Jana Křtitele a sv. Prokopa. Ve své závěti odkázal většinu svého jmění charitativním a zdravotnickým institucím, a také biskupskému semináři. 
Z hlediska jeho politického směřování se dá říci, že byl typickým josefinistou, který zůstal věrný zájmům habsburského domu. Byl „mužem Josefa II.“, za kterého udělal první důležité kroky ve své kariéře. V mládí stál v centru církevních reforem, avšak jeho kariérního postupu se nedotkly ani změny v církevní politice za vlády císaře Františka. Dá se říci, že v letech svého biskupského působení zastával postoje blízké rakousko-katolické restauraci. Spekulace, které se kdysi objevily v odborné literatuře o jeho možném febroniánství, se díky moderním výzkumům podařilo zcela vyvrátit. Ve vztahu ke svým církevním představeným, zejména k Římu, zastával umírněné postoje dané státní církevní politikou. 